# جورج كينيدي
جورج هاريس كينيدي الابن ((بالإنجليزية: George Kennedy)‏؛ 18 فبراير 1925 في نيويورك، الولايات المتحدة - 28 فبراير 2016 في أيداهو، الولايات المتحدة) هو ممثل أمريكي بدأ مسيرته الفنية عام 1927. كما أنه من الفائزين بجوائز الأوسكار.

## الأعمال
- سبارتاكوس
- الأحجية
- أبناء كيتي إلدر
- كول هاند لوك
- السبعة الرائعون
- المطار
- الزلزال
- جريمة على نهر النيل
- ذا دلتا فورس
- السلاح العاري: من ملفات فرقة الشرطة!

## روابط خارجية
- جورج كينيدي على موقع IMDb (الإنجليزية)
- جورج كينيدي على موقع الموسوعة البريطانية (الإنجليزية)
- جورج كينيدي على موقع روتن توميتوز (الإنجليزية)
- جورج كينيدي على موقع قاعدة بيانات الأفلام العربية
- جورج كينيدي على موقع ألو سيني (الفرنسية)
- جورج كينيدي على موقع تيرنر كلاسيك موفيز (الإنجليزية)
- جورج كينيدي على موقع أول موفي (الإنجليزية)
- جورج كينيدي على موقع قاعدة بيانات برودواي على الإنترنت (الإنجليزية)
- جورج كينيدي على موقع قاعدة بيانات الأفلام السويدية (السويدية)
- جورج كينيدي على موقع إن إن دي بي (الإنجليزية)